# ADOS
ADOS (Autism Diagnostic Observation Schedule) är ett verktyg som används för att diagnostisera och bedöma autism.
Det skapades av Catherine Lord, Michael Rutter, Pamela C. DiLavore och Susan Risi år 1989, och blev handelstillgängligt år 2001 genom Western Psychological Services (WPS). Protokollet består av en serie strukturerade och halvstrukturerade uppgifter som innebär social interaktion mellan psykologen och patienten. Observationen tar i regel mellan 30 och 60 minuter.
Psykologen observerar och identifierar delar av patientens beteende och kodar dessa utifrån förutbestämda observationskategorier. Kategoriserade observationer kombineras därefter för att bilda kvantitetsbetyg för bedömning och eventuell diagnos - i detta fall autism eller besläktad autismspektrumstörning. ADI-R (Autism Diagnostic Interview-Revised) är ett tillhörande verktyg som består av en strukturerad intervju som genomförs med föräldrarna till patienten och täcker patientens hela utvecklingshistoria. ADOS är inget isolerat instrument utan används tillsammans med andra instrument i bedömning och diagnosticering.
ADOS bör inte användas för att formellt diagnostisera personer som är blinda, döva eller på annat sätt allvarligt nedsatta av sensoriska eller motoriska störningar såsom cerebral pares eller muskeldystrofi.
Reliabilitet och validitet
Det finns begränsat med forskningsunderlag avseende ADOS reliabilitet och validitet, i synnerhet kring de svenska formulären. Internationella studier som gjorts visar en god diagnostisk validitet i regel över 0,67 (Papanikolaou et. al, 2009, Bildt et. al, 2004, Lord et. al, 2000,). Diagnostisering grundar sig på bedömarens skicklighet och erfarenhet och förtrogenhet med materialet är nödvändigt. ADOS och ADOS 2 har visat sig haft en god interbedömarreliabilitet i tidigare studier (Lord et. al, 2012 (ADOS 2), Bölte et. Poustka, 2004 (ADOS), Lord et. al, 2000 (ADOS)). ADOS-2 innehåller utförligare instruktioner till bedömaren som underlättar detta än mer. I Sverige får endast legitimerade psykologer använda sig av materialet för bedömningar, internationellt krävs också specialistkompetens för administrering.

## ADOS-2
En revidering kallad ADOS-2 släpptes 2012.
ADOS-2 grundar sig på samma principer och uppbyggnad som ADOS. ADOS-2 utvecklades för att ytterligare förbättra träffsäkerheten i diagnostisering. Bland annat reviderades och utvecklades delar i Modul 1 och 3 såväl som addering av en modul för små barn (toddlers). Ändringar gjordes också i administreringsmanualen. Det finns bland annat större utrymme för anteckningar om beteenden och mer instruktioner om detaljerade beteenden att hålla utkik efter i vissa aktiviteter. Beteendebeskrivningar i förhållande koder har klargjorts ytterligare.Modul 4 (se nedan) har inte omarbetats från ADOS.

### Beskrivning och administrering
ADOS-2 är utformad så att en person kan administrera materialet och göra bedömningen. Den består av fem moduler. Vilken/vilka som används grundas främst på en tidigare formell bedömning av barnets språkfärdigheter, i övrigt på barnets ålder eller hur modulens uppgifter kan tänkas matcha barnets intressen och förmågor. Varje modul består av uppgifter som eventuellt framkallar de sociala och kommunikativa beteenden som kännetecknar autism och/eller autismspektrumtillstånd. Bedömaren bör sätta den sociala interaktionen med barnet först och kan således vara flexibel i följande av manualen.

#### Moduler
Modul för små barn/knattemodulen (12-30 månader – talar ej i fraser) (NY i ADOS 2)
Består av 11 primära aktiviteter och 4 sekundära uppgifter. Bedömning grundar sig på "områden att vara uppmärksam kring" snarare än några cutoffgränser avseende poäng. I sådan låg ålder är diagnostisering svår att göra men viktiga kliniska observationer är att ta med framåt.
Modul 1 (31 månader och äldre – talar ej konsekvent i fraser)
Observation/bedömning utifrån nedanstående 10 aktiviteter 
1. Fri lek
2. Gensvar på sitt namn
3. Gensvar på gemensamt uppmärksamhetsfokus
4. Lek med såpbubblor
5. Förväntan i lekrutin med föremål
6. Socialt svarsleende
7. Förväntan i social lekrutin
8. Funktionell och symbolisk imitation
9. Födelsedagskalas
10. Fika

Modul 2 (för barn i alla åldrar som talar i fraser men ännu ej utvecklat ett flytande verbalt språk)
Observation/bedömning utifrån nedanstående 14 aktiviteter 
1. Konstruktionsuppgift
2. Gensvar på sitt namn
3. Fantasilek
4. Gemensam lek
5. Samtal
6. Gensvar på gemensamt uppmärksamhetsfokus
7. Demonstrationsuppgift
8. Beskrivning av en bild
9. Berätta en historia från en bok
10. Fri lek
11. Födelsedagskalas
12. Fika
13. Förväntan i lekrutin med föremål
14. Lek med såpbubblor

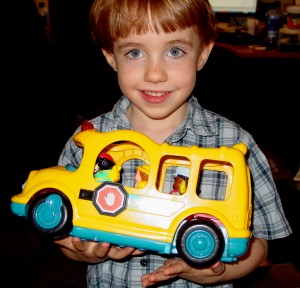
5-årig pojke - talar i fraser men ännu ej flytande. Modul 2.

Modul 3 (för barn som har ett flytande språk och ungdomar i lägre åldrar)
Observation/bedömning utifrån nedanstående 14 aktiviteter 
1. Konstruktionsuppgift
2. Fantasilek
3. Gemensam lek
4. Demonstrationsuppgift
5. Beskrivning av en bild
6. Berätta en historia från en bok
7. Serier
8. Samtal och redogörelse
9. Känslor
10. Sociala svårigheter och irritation
11. Paus
12. Vänner, relationer och äktenskap
13. Ensamhet
14. Hitta på en historia

Modul 4 (för ungdomar och vuxna med flytande språk)
Observation/bedömning utifrån nedanstående 10-15 aktiviteter.
1. Konstruktionsuppgift
2. Berätta en historia från en bok
3. Beskrivning av en bild
4. Samtal och redogörelse
5. Nuvarande arbete eller skola
6. Sociala svårigheter och irritation
7. Känslor
8. Demonstrationsuppgift
9. Serier
10. Paus
11. Vardagsliv
12. Vänner, relationer och äktenskap
13. Ensamhet
14. Planer och förhoppningar
15. Hitta på en historia